# 포사 마그나

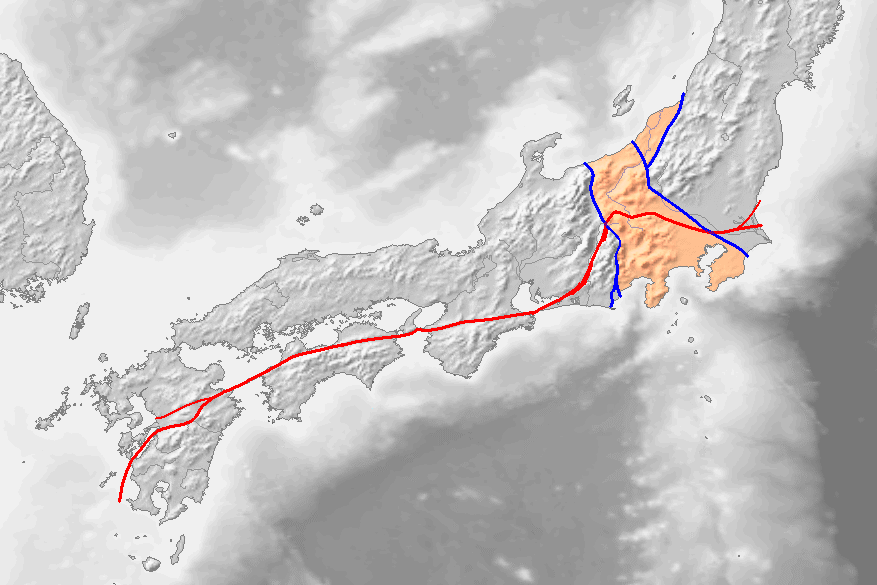
옅은 붉은색이 포사 마그나에 속하는 지역이다.

포사 마그나(Fossa Magna)는 일본의 주요 지구대의 하나로, 동일본과 서일본의 지질학적 경계가 되는 지역이다. 주오 지구대라고도 불린다. 어원은 라틴어의 Fossa Magna로, 「큰 구덩이」를 의미한다.
혼슈 중앙부의 주부 지방에서 간토 지방에 걸친 지역을 종단한다. 서쪽 가장자리는 이토이가와-시즈오카 구조선 (이토-시즈 선), 동쪽 경계는 시바타-코이데 구조선(新発田小出構造線) 및 가시와자키-지바 구조선(柏崎千葉構造線)이다. 동쪽 가장자리에 대해서는 다른 학설도 존재한다. 종종 이토-시즈 선과 혼동되지만, 이토-시즈 선은 포사 마그나의 서쪽 경계이며, 「포사 마그나 = 이토-시즈 선」으로 부르는 것은 오류이다. 즉, 지도상에서 이토-시즈 선은 「선」이지만, 포사 마그나는 「면」이다. 다시 말하면 오래된 지층으로 된 혼슈 중앙을 U자형의 골짜기가 남북으로 지나고, 그 골짜기에 새로운 지층이 모인 지역이다.

## 개요
포사 마그나의 서쪽을 서남일본, 동쪽을 동북일본으로 부른다. 서남일본에 속하는 히다산맥은 (지표는 새로운 화산 분출물로 덮여 있지만) 대부분이 5억 5,000만년 전~6,500만년 전의 중・고생층인 반면, 포사 마그나에 속하는 묘코 연봉 부근은 대부분이 2,500만년 전 이후의 퇴적물과 화산 분출물로 이루어진 신제3기층・충적층・홍적층)이다. 이러한 지질구조의 커다란 차이는 보통의 단층 운동으로는 도저히 일어날 수 없으며, 대규모 지각 변동이 관계되어 있음을 보여준다.
하인리히 에드먼드 나우만(Heinrich Edmund Naumann)은 지질구조가 서로 다른 선이 이토이가와에서 시즈오카에 이르는 것을 발견하고 1885년에 논문 "Über den Bau und die Entstehung der japanischen Inseln" (「일본 열도의 구조와 기원에 대해」)으로 발표하였다. 그는 아카이시산맥에서 야쓰가타케와 간토 산지를 바라봤을 때 거대한 지구대의 존재를 생각해냈다고 알려져 있다. 이듬해인 1886년에는 지구대의 이름을 Fossa Magna (포사 마그나)로 명명하였다.
포사 마그나 내부의 지층이 습곡되어 있는 것은 알프레드 베게너의 『Die Entstehung der Kontinente und Ozeane』(대륙과 대양의 기원)에서 육지의 분열・충돌의 증거로 소개되었다. 그러나 나우만이 생각한 포사 마그나는 이즈 지괴가 일본에 접근하면서 일본 열도가 깨진 「균열」이었다. 한편 하라다 토요키치(原田豊吉)는 후지 화산대와 거의 동일한 선에서 시나 지괴와 사할린 지괴 (시베리아 지괴)가 충돌하여 생겼다는 후지 구조대설을 발표하여 양자간에 격한 논쟁이 벌어졌으나 이후에는 포사 마그나 설이 널리 지지받게 되었다.

### 경계
나우만이 생각했던 포사 마그나의 동쪽 가장자리는 니가타현 조에쓰시와 가나가와현 히라쓰카시를 있는 선이었지만, 니가타 현 가시와자키시와 지바현 조시시를 잇는 선도 포함되었다. 1970년에는 야마시타 노보루(山下昇)가 가시와자키와 지바 현 지바시를 잇는 「신에츠보마메 대」(信越房豆帯)설을 발표하였고, 1988년에 카토 요시테루(加藤芳輝)가 가시와자키~조시 선의 북쪽을 수정하여 니가타 현 조에쓰시와 조시를 잇는 선을 발표했다. 이후에는 북쪽 경계를 크게 수정하여 니가타 현 시바타시와 코이데 정을 잇는 선인 시바타 코이데 구조선(新発田小出構造線)이 발표되었다. 따라서 동쪽 경계에 대해서는 여러 가지 설이 존재하며 현재도 명확한 결론은 없다.
동쪽 경계에 대하여 여러 가지 설이 나온 것은 포사 마그나 남부의 간토 산지 (나가노현 남동부・야마나시현・사이타마현 서부・도쿄도 서부・가나가와 현 북서부)에 서남일본 및 동북일본과 같은 연대의 지층을 포함한 산괴가 덩그러니 존재하고 있어 혼란이 일어나기 때문이다. 이 산괴는 포사 마그나가 열려있다가 닫힐 동안 서남일본이나 동북일본에서 떨어져 포사 마그나의 새로운 지층과 함께 압축되어 일체화되었을 것으로 생각된다.

### 지구과학적 견해
판 구조론에서 포사 마그나는 북아메리카 판과 유라시아 판의 경계에 해당한다. 1983년의 동해 중부 지진 전에는 홋카이도 중부의 히다카 산맥 부근이 두 판의 경계라고 생각되었지만, 지진을 계기로 동해 동쪽 가장자리~포사 마그나를 경계로 하는 설이 널리 지지받게 되었다.
포사 마그나의 두께는 지하 약 6,000(평지)~9,000m(산지)에 이른다. 이보다 더 깊은 곳은 기반암으로, 서남일본 및 동북일본과 같은 지층으로 되어 있을 것으로 추정된다. 포사 마그나 본체는 제3기의 화산암과 퇴적암에 덮여있다. 지질 단면도에서 보면, 연대가 다른 지층의 경계가 U자형으로 형성되어 있다.
포사 마그나 북부에서는 제3기층의 습곡에 의해 생긴 구릉지형이 발달해 있다.(우오누마 구릉(魚沼丘陵), 히가시쿠비키 구릉(頸城丘陵)등). 또한 습곡에 수반되어 형성되었을 것으로 추정되는 천연가스와 석유의 매장량도 많다. 한편 남부에는 필리핀 해 판에 의해 운반되어 일본 열도에 충돌한 지괴가 포함되어 있다.(탄자와 산지, 이즈반도 등)
또한 포사 마그나의 중앙부에는 남북으로 화산렬이 지난다. 북쪽에서부터 니가타 소산, 묘코 산, 구사쓰시라네 산, 아사마 산, 야쓰가타케 산, 후지 산, 하코네 산, 아마기 산등이다. 이는 포사 마그나의 압축에 의해 생긴 단층에 마그마가 관입하여 지표로 올라오기 쉬웠기 때문이다.

## 포사 마그나의 형성
이 지역은 수백만 년 전에는 바다였으며, 지각이 이동함에 따라 해저의 퇴적물이 융기하여 현재와 같은 육지가 되었다.
원시 일본열도는 현재보다 남북으로 길게 분포하여 아시아에 가까운 위치에 있었을 것으로 생각된다. 약 2,000만년 전, 판의 섭입에 의해 배호분지의 형성이 시작되었다. 배호분지는 섭입한 판에서 마그마가 상승하여 해구 안쪽의 판에 가해지는 힘에 의해 펼쳐지는 것으로, 이로 인해 동해가 지금처럼 넓어져 일본 열도도 아시아에서 떨어지게 되었다.
이 때, 일본 근해의 해구는 방향이 다른 난카이 주상해분과 일본해구 2개였기 때문에 일본 열도는 중앙부가 둘로 접히는 형태로 아시아에서 떨어졌다. 꺾여진 원시 일본 열도 사이로 동해와 태평양이 바다로 이어져, 신생대에 해당하는 수백만 년 동안 모래와 진흙이 퇴적되었다. 그리고 수백만 년 전, 필리핀 해 판이 이즈반도와 함께 일본 열도에 접근하면서 두 동강 난 열도가 압축되기 시작했다. 이 때 그 사이에 있던 바다가 서서히 융기하여 신생대의 퇴적물이 현재 육지에서 보이는 지층이 되었을 것으로 추정된다.

## 화산
포사 마그나의 「면」에 속하는 활동 중인 화산으로는 북쪽(동해)부터 남쪽(태평양) 순으로 니가타 소산, 묘코 산, 아사마 산, 야쓰가타케 산, 후지 산이 늘어서 있다.

## 같이 보기
- 이토이가와-시즈오카 구조선
- 주오 구조선
- 판 구조론
- 일본 알프스
- 스루가 주상해분
- 사가미 주상해분
- 미나미칸토
- 도카이 지방 시즈오카현
- 고신에쓰 지방 야마나시현
- 호쿠리쿠 지방 조신에쓰 지방
- 포사 마그나 박물관

## 참고 문헌
- 山下昇編著 (1995). 《フォッサマグナ》. 도카이 대학 출판회. ISBN 9784486013235.